# Joost Korte
Joost Korte (1958) is een Nederlands Europese Unie-ambtenaar en sinds maart 2018 directeur-generaal van het directoraat-generaal Werkgelegenheid, Sociale Zaken en Inclusie van de EU.

## Opleiding en werk
Joost Korte studeerde rechten en behaalde een masterdiploma aan de Universiteit Utrecht. Na in de academische wereld te hebben gewerkt, trad hij in 1991 in dienst bij de Europese Commissie. Van 2002 tot 2004 was hij plaatsvervangend kabinetschef van commissaris Chris Patten en vervolgens tot 2007 kabinetschef van Danuta Hübner. Hij stapte over naar het secretariaat-generaal van de Commissie, waar hij van 2009 tot 2011 directeur was. Van 2012 tot 2014 was hij plaatsvervangend directeur-generaal bij het directoraat-generaal Uitbreiding en vervolgens plaatsvervangend directeur-generaal bij het directoraat-generaal Landbouw.